# Сіммулі
Сіммулі (ест. Simmuli), також Сімулі (ест. Simuli) — село в Естонії, входить до складу волості Риуге, повіту Вирумаа.